# Lijst van burgemeesters van Meerkerk
Dit is een lijst van burgemeesters van de voormalige Nederlandse gemeente Meerkerk tot deze in 1986 opging in de nieuwe gemeente Zederik.
| Ambtsperiode | Naam burgemeester                     | Partij of stroming | Bijzonderheden                                                                                               |
| ------------ | ------------------------------------- | ------------------ | --- |
| 18?? - 1831? | P.L. Tissot van Patot                 |                    | tevens burgemeester van burgemeester van Leerbroek (18??-1831?) en Nieuwland (18??-1831?)                    |
| 1831 - 1850  | Gerrit Bodde                          |                    | |
| 1850 - 1851  | J. Slingerland                        |                    | |
| 1851 - 1864  | A.J. van Steenbergen                  |                    | tevens burgemeester van Leerbroek (1852-1864?) en Nieuwland (1852-1864?); eerder burgemeester van Everdingen |
| 1864 - 1868  | J.C. van Osselen                      |                    | tevens burgemeester van Leerbroek en Nieuwland                                                               |
| 1868 - 1881  | O.A. Plato                            |                    | tevens burgemeester van Leerbroek en Nieuwland                                                               |
| 1881 - 1883  | jhr. Balthazar Willem Theodorus Falck |                    | tevens burgemeester van Leerbroek en Nieuwland                                                               |
| 1883 - 1914  | Samuel Hendrik Binkes                 |                    | tevens burgemeester van Leerbroek en Nieuwland, eerder burgemeester van Sommelsdijk                          |
| 1914 - 1922  | Barend (B.) Tukker                    |                    | tevens burgemeester van Leerbroek en Nieuwland                                                               |
| 1922 - 1941  | Govert Slob                           |                    | tevens burgemeester van Leerbroek en Nieuwland; 1876-1941                                                    |
| 1941 - 1953  | W. Geleedst                           |                    | tevens burgemeester van Leerbroek en Nieuwland                                                               |
| 1954 - 1956  | Willem Timmerman                      | ARP                | tevens burgemeester van Leerbroek en Nieuwland; 1897-1956                                                    |
| 1957 - 1978  | A. Berends                            | ARP                | tevens burgemeester van Leerbroek en Nieuwland                                                               |
| 1978 - 1986  | Teus den Breejen                      | ARP/CDA            | tevens burgemeester van Leerbroek en Nieuwland, later burgemeester van Zederik                               |